# Cor Caroli
α Canum Venaticorum (Alpha Canum Venaticorum, kurz α CVn) ist der hellste Stern im Sternbild Jagdhunde (lat. Canes Venatici) am Nordsternhimmel. Er ist auch als Cor Caroli („Herz des Karl“, zu Ehren Charles I., König von England) bekannt. α Canum Venaticorum ist ein schon mit kleinen Fernrohren (Objektivöffnung ab 5 Zentimeter) trennbarer Doppelstern.

Lage von α Canum Venaticorum innerhalb der lokale Blase (Maßstab 25 Lj.)

Der Hauptstern ist der Prototyp einer Klasse veränderlicher Sterne, der sogenannten Alpha2-Canum-Venaticorum-Sterne. Sie haben ein starkes Magnetfeld, welches den Sonnenflecken vergleichbare Sternflecke riesigen Ausmaßes erzeugt. Bedingt durch diese Flecke verändert sich ihre Helligkeit im Laufe der Rotation mehr oder minder stark.
Die Helligkeit des Hauptsterns, α2 Canum Venaticorum, schwankt zwischen +2,84 mag und +2,94 mag mit einer Periode von 5,47 Tagen.
Der Spektraltyp des Hauptsterns ist A0.
Der in einem Winkelabstand von 19,3″ bei einem Positionswinkel von 224 Grad gelegene Begleitstern vom Spektraltyp F2 ist wesentlich lichtschwächer. Seine Helligkeit beträgt 5,6 mag.
α Canum Venaticorum ist ca. 110 Lichtjahre entfernt (Hipparcos-Katalog).
Der Eigenname Cor Caroli geht auf das historische Sternbild Cor Caroli zurück, in dem α CVn der hellste Stern war und vollständig als Cor Caroli Regis Martyris bezeichnet wurde.
Die IAU hat am 20. Juli 2016 den Eigennamen Cor Caroli als standardisierten Eigennamen nur für den Stern α2 festgelegt. Der Stern α1 hat demnach keinen Eigennamen.
Die Segelyacht Cor Caroli wurde nach ihm benannt.